# Línia 10 (Rodalies Madrid)
La línia C-10 de Rodalies Madrid recorre 71,6 km de llarg a la Comunitat de Madrid entre les estacions de Pitis i Villalba passant per les estacions de Chamartín, Atocha i Príncipe Pío. En el seu recorregut travessa els municipis de Madrid (12 estacions), Pozuelo de Alarcón (1 estació), Majadahonda (1 estació), Rozas (3 estacions), Torrelodones (1 estació), Galapagar (1 estació) i Collado Villalba (1 estació).